# Prassaki
Prassaki, ssaki jajorodne (Prototheria) – najbardziej pierwotna podgromada ssaków, obejmująca jeden współczesny rząd – stekowce (Monotremata). Większość gatunków należących do tej grupy wymarła. Jajorodne stekowce znane są ze skamieniałości kredowych oraz kenozoicznych; takson jest współcześnie reprezentowany przez dziobaka i kilka gatunków kolczatek.
Najbardziej charakterystyczną cechą prassaków jest jajorodność. Ssaki te zachowały sporo cech gadzich (zwłaszcza w budowie obręczy kończyny przedniej).

## Systematyka
W obrębie tej podgromady wyróżniane są następujące rzędy i rodziny:
- rząd Monotremata – stekowce
  - rodzina Ornithonhynchidae – dziobakowate
  - rodzina Tachyglossidae – kolczatkowate
  - rodzina †Kollikodontidae
  - rodzina †Steropodontidae